# Irarutu
Pour les articles homonymes, voir irh.
L’irarutu est une langue austronésienne parlée dans la province de Papouasie en Indonésie, dans la péninsule de Bomberai.

## Classification
l'irarutu fait partie des langues halmahera du sud-nouvelle guinée occidentale, un sous-groupe du malayo-polynésien, rattaché par Blust au malayo-polynésien oriental. Dans ce sous-groupe, il appartient aux langues Halmahera du Sud mais est la seule langue de ce groupe à ne pas être parlée à Halmahera mais en Nouvelle-Guinée.

## Phonologie
Les tableaux présentent la phonologie du dialecte arguni oriental de l'irarutu.

### Voyelles
|         | Antérieure  | Postérieure |
| ------- | ----------- | ----------- |
| Fermée  | i [i] ɪ [ɪ] | u [u] ʊ [ʊ] |
| Moyenne | e [e]       | o [o]       |
| Ouverte | ɛ [ɛ]       | ɑ [ɑ] ɔ [ɔ] |

### Consonnes
|              |              | Bilabiale | Dentale | Latérale | Palatale | Vélaire |
| ------------ | ------------ | --------- | ------- | -------- | -------- | ------- |
| Occlusives   | Sourdes      | p [p]     | t [t]   |          |          | k [k]   |
| Occlusives   | Sonores      | b [b]     | d [d]   |          |          | g [g]   |
| Fricatives   | Fricatives   | f [f]     | s [s]   |          |          |         |
| Affriquées   | Affriquées   |           |         |          | ʤ [dʒ]   |         |
| Nasales      | Nasales      | m [m]     | n [n]   |          |          |         |
| Liquides     | Liquides     |           | r [r]   | l [l]    |          |         |
| Semi-voyelle | Semi-voyelle | w [w]     |         |          | y [j]    |         |

## Sources
- (en) van den Berg, René; et Matsumara, Takashi; Possession in Irarutu, Oceanic Linguistics, 47:1, pp. 223-232, 2008.